# Euphorbia pseudonudicaulis
Euphorbia pseudonudicaulis är en törelväxtart som beskrevs av Peter Vincent Bruyns. Euphorbia pseudonudicaulis ingår i släktet törlar, och familjen törelväxter. Inga underarter finns listade i Catalogue of Life.